# Chloreuptychia callichloris
Espèce
Chloreuptychia callichloris  est une espèce de papillons de la famille des Nymphalidae et de la sous-famille des Satyrinae, de la tribu des Satyrini, de la sous-tribu des Euptychiina.

## Dénomination
L'espèce Chloreuptychia agatha  a été décrit par l'entomologiste britannique Arthur Gardiner Butler en 1867, sous le nom initial de Euptychia agatha.

## Écologie et distribution
Chloreuptychia callichloris est présent au Brésil.

### Protection
Pas de statut de protection particulier